# Alseodaphne andersonii
Alseodaphne andersonii H.W.Li – gatunek rośliny z rodziny wawrzynowatych (Lauraceae Juss.). Występuje naturalnie w północno-wschodnich Indiach, Mjanmie, Tajlandii, Laosie, Wietnamie oraz południowych Chinach (w południowej części prowincji Junnan oraz w Tybetańskim Regionie Autonomicznym).

## Morfologia
PokrójZimozielone drzewo lub krzew dorastające do 25 m wysokości. Gałęzie są mocne, nagie i mają czarniawą barwę.
LiścieMają eliptyczny kształt. Mierzą 12–24 cm długości oraz 6–12 cm szerokości. Od spodu owłosione i zielonobiaławe. Nasada liścia jest od ostrokątnej do klinowej. Blaszka liściowa jest o krótko spiczastym wierzchołku. Ogonek liściowy jest mniej lub bardziej owłosiony i dorasta do 40–55 mm długości.
KwiatySą niepozorne, zebrane w silnie rozgałęzione wiechy o bardzo owłosionych osiach, rozwijają się w kątach pędów. Kwiatostan osiąga 20–35 cm długości, natomiast pojedyncze kwiaty mierzą 2–2,5 mm średnicy i są owłosione. Zewnętrzne listki okwiatu są mniejsze niż wewnętrzne.
OwoceMają podłużny kształt, osiągają 5 cm długości i 2,8 cm szerokości, mają zielony kolor, później przebarwiając się na czarnopurpurowo. Szypułki są mięsiste, mają czerwonopurpurową barwę, dorastają do 10 mm długości, rozszerzają się przy wierzchołku.

## Biologia i ekologia
Rośnie w wilgotnych wiecznie zielonych lasach. Występuje na wysokości od 1200 do 1500 m n.p.m. Kwitnie w lipcu, natomiast owoce dojrzewają od października do marca.